# كلايف باركر (رسام)
كلايف باركر (بالإنجليزية: Clive Barker)‏ هو مصمم مطبوعات ورسام وفنان بريطاني، ولد في 29 أغسطس 1940 في لوتن في المملكة المتحدة.